# ادیسا

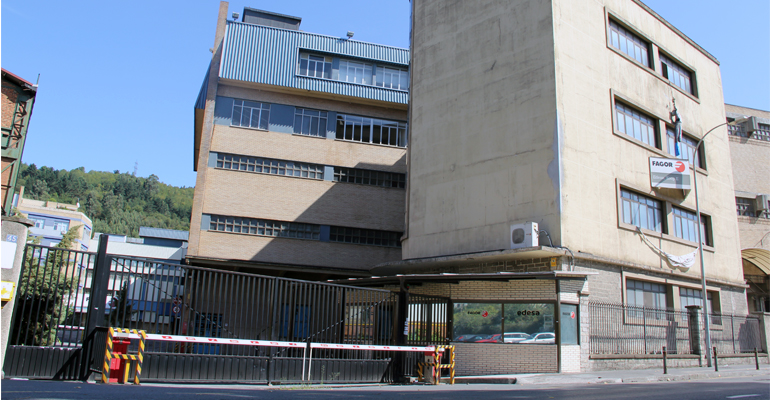
شرکت ادیسا

ادیسا (انگلیسی: Edesa) شرکت لوازم خانگی اسپانیایی است، که در سال ۱۹۴۱ تأسیس شد.